# Бульвар Андрея Тарковского
Бульва́р Андре́я Тарко́вского — бульвар в поселении Внуковское (Москва, Новомосковский административный округ). Проходит от Проектируемого проезда № 389 по территории жилого комплекса «Рассказово», вблизи деревни Рассказовка.

## Происхождение названия
Вновь образованный проезд получил название 20 октября 2016 года в честь Андрея Арсеньевича Тарковского (1932—1986) — советского режиссёра театра и кино, сценариста, народного артиста РСФСР (1980).

## Общественный транспорт
Ближайшие остановки автобуса маршрутов № 333, 870, 881, 892 и маршрутных такси (без №)— «Ульяновский лесопарк» и «Рассказовка-3» расположены в 350 метрах от бульвара на автодороге Рассказовка—Киевское шоссе (Проектируемом проезде № 389).

### Метро
В 700 м от бульвара в 2018 году открыта станция метро «Рассказовка» Солнцевской линии Московского метрополитена.